# 浩室音樂
浩室音乐（直译：「房子音乐」）是一種電子音樂风格。最早的浩室音樂源自於美國20世纪80年代初期到中期。“House”一字是出自於芝加哥當代知名的舞廳“倉庫”（Warehouse），當時駐場唱片骑师（DJ）法蘭奇‧那寇斯（Frankie Knuckles）在此播放連續的經典迪斯可以及歐陸合成器電子音樂的混音舞曲，而舞廳的常客把他的混音作品歸納於浩室類型。

絕大部分的浩室是以
拍，音乐速度（BPM）范围为每分钟110—130拍，伴隨著厚實的低音声部的音乐。在這層基礎之上再加入各種電子樂器製造出來的聲音和音乐取样，比如爵士樂、藍調或电子流行。浩室目前已經發展出非常多種的子類型。

## 外部連結
- 中的“House music”
- PitchRadio House Music 24/7